# Una chica en el río
Una chica en el río (en inglés: A girl in the river) es una película de la directora paquistaní canadiense Sharmeen Obaid Chinoy. Fue publicada el 28 de octubre de 2015.

## Reseña
“Una chica en el río. El precio del perdón” cuenta la historia de la joven paquistaní Saba de 18 años, que sobrevivió a un ataque por parte de su padre y su tío en un lo que se conoce en Paquistan como: “crimen de honor”.
La película fue galardonda con el Premio Oscar en la categoría mejor corto documental en 2016. La directora había recibido otro Premio Oscar en 2012.